# Селим, Али
А́ли Сели́м (англ. Ali Selim; 1960/1961, Сент-Пол, США) — американский режиссёр кино и телевидения, а также сценарист и продюсер. 
За последние пятнадцать лет он снял более 850 телевизионных рекламных роликов, пять получасовых документальных фильмов и несколько музыкальных клипов. В мае 2021 года Селим был нанят компанией Marvel Studios для постановки эпизодов сериала «Секретное вторжение» (2023) для стримингового сервиса Disney+.

## Биография
Селим родился в Сент-Поле, штат Миннесота, и имеет египетские и немецкие корни. Его отец — доктор Мохамед Али Селим и мать Эвелин Нимейер. У него есть два брата и сестры. Его отец умер в 2015 году в возрасте 91 года и был профессором экономики в Университете Сент-Томас.

## Карьера
Его первый проект — документальный фильм, посвященный столетию Академии Святого Томаса, получил награды на нескольких международных кинофестивалях. В 1989 году Селим основал свою собственную продюсерскую компанию (Departure Films). Он снял ряд телевизионных рекламных роликов, отмеченных наградами, включая социальную рекламу для YMCA, которая получила премию «Золотой лев», самую желанную награду в области рекламы, на Каннском фестивале рекламных фильмов в 1991 году. Позже в том же году Селим был нанят компаний Giraldi/Suarez Productions. 
В 1993 году Селим написал, спродюсировал и снял 15-минутный музыкальный клип «Yonnondio» в сотрудничестве с композитором Питером Баффеттом, лауреатом премии «Оскар», которое было удостоено Серебряного Хьюго на Чикагском международном кинофестивале и «Золотого CINE». Селим был удостоен награды AICP Show «Искусство и техника американской телевизионной рекламы», где его работы были помещены в постоянную коллекцию Музея современного искусства в Нью-Йорке. 
Его сценарий фильма «Сладкая земля», основанный на рассказе Уилла Уивера, был единственным сценарием, отобранным для первого года работы Института начинающих кинематографистов Сингуса. Фильм, на финансирование которого у него ушло пятнадцать лет, был снят в 2005 году в округе Чиппева, штат Миннесота.  В нём снимались Алан Камминг, Нед Битти, Элизабет Ризер, Алекс Кингстон и Джон Херд . Его сценарий фильма «Сладкая земля», основанный на рассказе Уилла Уивера, был единственным сценарием, отобранным для первого года работы Института начинающих кинематографистов Cyngus. Фильм, на финансирование которого у него ушло пятнадцать лет, был снят в 2005 году в округе Чиппева, штат Миннесота. В фильме снялись Алан Камминг, Нед Битти, Элизабет Ризер, Алекс Кингстон и Джон Херд. В 2005 году фильм получил приз зрительских симпатий за лучший полнометражный фильм на 13-м ежегодном Хэмптонском международном кинофестивале, в 2006 году на кинофестивале во Флориде получил приз зрительских симпатий за лучший полнометражный фильм, а в 2007 году - премию Independent Spirit Awards в категории «Лучший первый полнометражный фильм».
Его повествовательный фильм «Император воздуха» (1996), основанный на одноименном рассказе Итана Канина, был удостоен главного приза на фестивале Worldfest и премии Д. Л. Мэйберри. Селим был включен в список 1% самых востребованных режиссеров США по версии журнала Advertising Weekly.
В мае 2021 года Селим был нанят для постановки эпизодов сериала «Секретное вторжение» (2023) для стримингового сервиса Disney+, события которого происходят в медиафраншизе «Кинематографическая вселенная Marvel» (КВМ). В итоге он стал режиссёром всех 6 эпизодов сериала.

## Личная жизнь
Селим женат на Робине Энгстроме, девушке шведского происхождения. В данный момент живет в Портленде, штат Орегон.

## Фильмография
| Год  | Название                        | Известен как | Известен как | Известен как            | Комментарии                                                   |
| Год  | Название                        | Режиссёр     | Сценарист    | Продюсер                | Комментарии                                                   |
| ---- | ------------------------------- | ------------ | ------------ | ----------------------- | ------------------------------------------------------------- |
| 1996 | Император воздуха               | Да           | Да           | Да                      | Короткометражный фильм (указан как Али Мохамед Селим)         |
| 2005 | Сладкая земля                   | Да           | Да           | Да                      |                                                               |
| 2010 | В лечении                       | Да           | Нет          | Нет                     | 6 эпизодов                                                    |
| 2011 | Мыслить как преступник          | Да           | Нет          | Нет                     | Эпизод: «Today I Do»                                          |
| 2014 | Грейспойнт                      | Да           | Нет          | Нет                     | Эпизод: «Episode Seven»                                       |
| 2017 | Десница Божья                   | Да           | Нет          | Нет                     | Эпизод: «I See That Now»                                      |
| 2018 | Призрачная башня                | Да           | Да           | Нет                     | Режиссер 2 эпизодов, автор 2 эпизодов, также редактор сюжетов |
| 2020 | Le Tour de Pants with Ali Selim | Нет          | Да           | Нет                     | Документальный короткометражный фильм (рассказчик)            |
| 2020 | Охота                           | Да           | Нет          | Нет                     | 2 эпизода                                                     |
| 2020 | Кондор                          | Да           | Нет          | Нет                     | 2 эпизода                                                     |
| 2021 | Удар и бегство                  | Нет          | Да           | Нет                     | 1 эпизод                                                      |
| 2022 | 61-я улица                      | Да           | Нет          | Нет                     | 2 эпизода                                                     |
| 2022 | Призвание // Призыв             | Да           | Нет          | Нет                     | Эпизод: «The Horror»                                          |
| 2023 | Секретное вторжение             | Да           | Нет          | Исполнительный директор | 6 эпизодов                                                    |

## Награды и номинации
| Год  | Награда                                                             | Категория                      | Работа                              | Результат |
| ---- | ------------------------------------------------------------------- | ------------------------------ | ----------------------------------- | --------- |
| 2005 | Приз зрительских симпатий Хэмптонского международного кинофестиваля | Лучший повествовательный фильм | Сладкая земля                       | Победа    |
| 2006 | Кинофестиваль во Флориде                                            | Лучший повествовательный фильм | Сладкая земля                       | Победа    |
| 2006 | Приз зрительских симпатий кинофестиваля в Вейле                     | Лучшая работа                  | Сладкая земля                       | Победа    |
| 2006 | Приз зрительских симпатий кинофестиваля в Висконсине                | Лучший драматический фильм     | Сладкая земля                       | Победа    |
| 2007 | Независимый дух                                                     | Первая лучшая работа           | Сладкая земля                       | Победа    |
| 2019 | Премия USC Scripter Awards                                          | Телевидение                    | Призрачная башня (за эпизод «9/11») | Номинация |
| 2019 | Премия Гильдии сценаристов США                                      | Длинная форма - адаптированная | Призрачная башня                    | Номинация |

## Внешние ссылки
- Селим, Али (англ.) на сайте Internet Movie Database